# Symplectoscyphus
Symplectoscyphus är ett släkte av nässeldjur. Symplectoscyphus ingår i familjen Sertulariidae.

## Dottertaxa tillSymplectoscyphus, i alfabetisk ordning[1][2]
- Symplectoscyphus adpressa
- Symplectoscyphus aggregatus
- Symplectoscyphus amoenus
- Symplectoscyphus amphorifera
- Symplectoscyphus anae
- Symplectoscyphus arboriformis
- Symplectoscyphus articulatus
- Symplectoscyphus bathyalis
- Symplectoscyphus bathypacificus
- Symplectoscyphus candelabrum
- Symplectoscyphus chubuticus
- Symplectoscyphus columnarius
- Symplectoscyphus commensalis
- Symplectoscyphus confusus
- Symplectoscyphus cumberlandicus
- Symplectoscyphus curvatus
- Symplectoscyphus densestriatus
- Symplectoscyphus dentiferus
- Symplectoscyphus divaricatus
- Symplectoscyphus effusus
- Symplectoscyphus elegans
- Symplectoscyphus epizoicus
- Symplectoscyphus epizooticus
- Symplectoscyphus erectus
- Symplectoscyphus exochus
- Symplectoscyphus exsertus
- Symplectoscyphus filiformis
- Symplectoscyphus flexilis
- Symplectoscyphus frigidus
- Symplectoscyphus fuscus
- Symplectoscyphus glacialis
- Symplectoscyphus hero
- Symplectoscyphus howensis
- Symplectoscyphus hozawai
- Symplectoscyphus huanghaiensis
- Symplectoscyphus hydrallmaniaeformis
- Symplectoscyphus incisus
- Symplectoscyphus indivisus
- Symplectoscyphus infractus
- Symplectoscyphus interruptus
- Symplectoscyphus irregularis
- Symplectoscyphus johnstoni
- Symplectoscyphus laevis
- Symplectoscyphus leloupi
- Symplectoscyphus levinseni
- Symplectoscyphus liouvillei
- Symplectoscyphus longithecus
- Symplectoscyphus macrocarpa
- Symplectoscyphus macrogonus
- Symplectoscyphus macroscyphus
- Symplectoscyphus macrotheca
- Symplectoscyphus magellanicus
- Symplectoscyphus margaritaceus
- Symplectoscyphus marionensis
- Symplectoscyphus millardi
- Symplectoscyphus milneanus
- Symplectoscyphus minutus
- Symplectoscyphus modestus
- Symplectoscyphus monopleura
- Symplectoscyphus multinoda
- Symplectoscyphus naumovi
- Symplectoscyphus neglectus
- Symplectoscyphus nesioticus
- Symplectoscyphus odontiferus
- Symplectoscyphus pallidus
- Symplectoscyphus paraglacialis
- Symplectoscyphus paulensis
- Symplectoscyphus pedrensis
- Symplectoscyphus pedunculatus
- Symplectoscyphus pinnatus
- Symplectoscyphus plectilis
- Symplectoscyphus pluma
- Symplectoscyphus procerum
- Symplectoscyphus pseudocolumnarius
- Symplectoscyphus pseudodivaricatus
- Symplectoscyphus pulchellus
- Symplectoscyphus pushi
- Symplectoscyphus pygmaeus
- Symplectoscyphus ralphae
- Symplectoscyphus rentoni
- Symplectoscyphus ritchiei
- Symplectoscyphus rostratus
- Symplectoscyphus rubellus
- Symplectoscyphus salvadorensis
- Symplectoscyphus secundus
- Symplectoscyphus sibogae
- Symplectoscyphus singularis
- Symplectoscyphus sinuosus
- Symplectoscyphus sofiae
- Symplectoscyphus spiraliformis
- Symplectoscyphus subarticulatus
- Symplectoscyphus subdichotomus
- Symplectoscyphus tricuspidatus
- Symplectoscyphus trimucronatus
- Symplectoscyphus tropicus
- Symplectoscyphus tuba
- Symplectoscyphus turgidus
- Symplectoscyphus unilateralis
- Symplectoscyphus valdesicus
- Symplectoscyphus vanhoeffeni
- Symplectoscyphus weddelli
- Symplectoscyphus vervoorti